# Otto Sauermann
Otto Sauermann OFM (* 28. Januar 1906 in Wiesenthal bei Georgswalde als Anton Sauermann; † 7. Juni 1968 in Wien) war ein österreichischer Theologe und Hochschullehrer.

## Leben und Werk
Nach dem Schulbesuch trat Anton Sauermann 1923 in Wien dem Franziskanerorden bei und erhielt den Ordensnamen Otto. Ab 1934 war er Mitherausgeber der Klosterneuburger Bibel und von 1934 bis 1947 Lektor für Altes Testament und orientalische Sprachen an der Ordenshochschule der Franziskaner in Schwaz. In dieser Zeit studierte er Katholische Theologie an der Universität Wien und promovierte zum Dr. theol. Nachdem er bereits seit 1952 als Dozent für alttestamentliche Bibelwissenschaften an der Universität Wien tätig gewesen war, erfolgte dort 1957 seine Berufung zum außerordentlichen Professor. Aufgrund eines schweren Unfalls musste er 1965 seine Lehrtätigkeit einstellen.

## Schriften (Auswahl)
- Untersuchungen zu der Wortgruppe nhš. Wien 1952.
- Die heilige Schrift des Alten Bundes. Klosterneuburg 1952.
- Du Bethlehem im Lande Juda. Wien [1954].
- Andachtsbüchlein für Heiliglandpilger. Wien 1955.